# Chrysotus chinensis
Chrysotus chinensis är en tvåvingeart som först beskrevs av Christian Rudolph Wilhelm Wiedemann 1830.  Chrysotus chinensis ingår i släktet Chrysotus och familjen styltflugor. Inga underarter finns listade i Catalogue of Life.